# Фомичев, Вячеслав Васильевич
Вячеслав Васильевич Фомичев (родился 26 апреля 1965, Саранск, Республика Мордовия, РСФСР, СССР) — российский политический деятель, депутат Государственной думы VIII созыва с 19 сентября 2021 года. Министр потребительского рынка и услуг правительства Московской области в 2006—2012 годах, депутат Московской областной думы VI созыва в 2016—2021 годах. 

## Биография
Вячеслав Фомичев родился 26 апреля 1965 года в Саранске. В 1982 году поступил в Свердловское Суворовское военное училище. В 1982—1986 годах учился в Ленинградском высшем общевойсковом командном училище имени С. М. Кирова, в 1993—1998 годах — на юридическом факультете Петрозаводского государственного университета. В 1982—1993 годах служил в российской армии на командных должностях. После военной службы до 1999 года работал юристом в нескольких компаниях. В 2001 году возглавил ЗАО «Центрспиртпромпереработка», в том же году был назначен начальником Главного управления по производству и обороту алкогольной продукции Московской области.
С 2004 по 2006 год Фомичев был председателем Комитета потребительского рынка Московской области, в 2006—2012 годах — министром потребительского рынка и услуг правительства Московской области. С 2007 по 2013 год был президентом Федерации физической культуры и спорта инвалидов Московской области. В 2016 году Фомичев был избран депутатом Московской областной думы шестого созыва, а в 2021 году стал депутатом Государственной думы восьмого созыва. Из-за вторжения России на Украину находится под международными санкциями Евросоюза, США, Великобритании и ряда других стран.
Фомичев женат, воспитывает двух сыновей и двух дочерей.
Награды
- Орден «За личное мужество»